# Ultrahøjt vakuum
Ultrahøjt vakuum (engelsk: Ultra-High Vacuum; UHV) er et vakuum-regime, hvor trykket er lavere end ~100 nPa (~10−7 Pa, ~10−9 mbar, ~10−9 torr). Det er derved muligt at opretholde en atomisk ren overflade.
Ultrahøjt vakuum er således en vigtig teknik inden for overfladevidenskab. Det er nødvendigt til teknikker såsom røntgenfotoelektronspektroskopi (XPS) og augerelektronspektroskopi, mens det fx kan være en fordel ved scanning-tunnelmikroskopi (STM) og atomar kraftmikroskopi (AFM).
| Fysik | Spire Denne artikel om fysik er en spire som bør udbygges. Du er velkommen til at hjælpe Wikipedia ved at udvide den. |